# Henry Tracey Coxwell
Henry Tracey Coxwell (Wouldham, 2 marzo 1819 – Lewes, 5 gennaio 1900) è stato un aeronauta e scrittore britannico.
Volò in mongolfiera sulle isole britanniche e sull'Europa continentale tra la metà e la fine del XIX secolo. Fondò e guidò due compagnie militari di palloni aerostatici a Colonia, in Germania, allo scoppio della guerra franco-prussiana nel 1870 e guidò il primo viaggio aereo in Inghilterra per scopi fotografici (con Henry Negretti nel 1863). Nel 1862, assieme a James Glaisher, pilotò un volo dell'Associazione britannica per l'avanzamento della scienza da Wolverhampton, in Inghilterra, che raggiunse una quota record di almeno 8 700 metri, e forse fino a 10 500-11 100 metri. Fondò The Balloon, o Aerostatic Magazine (nel 1845) e raccolse le sue esperienze in un'autobiografia, My Life and Balloon Experiences (dal 1887 al 1890). Fu indicato come il più importante aeronauta della seconda metà del XIX secolo dal periodico in lingua inglese, Illustrated London News, nel gennaio 1900.

## Biografia
Era nato nella canonica di Wouldham, in Kent ed era il figlio più giovane del comandante Joseph Coxwell della Royal Navy e nipote del Rev. Charles Coxwell di Ablington House, Gloucestershire. Frequentò la scuola a Chatham, dove la sua famiglia si era trasferita nel 1822. In seguito divenne dentista e all'età di 25 anni fece il suo primo volo in mongolfiera.
Da ragazzo si era interessato ai palloni aerostatici, e non lesinava sforzi per assistere a quante più ascensioni gli era possibile; tra gli aeronauti che ammirava e invidiava da ragazzo c'erano la signora Graham, Charles Green, Robert Cocking e il paracadutista John Hampton. Il viaggio di successo della mongolfiera di Green da Vauxhall Gardens alla Germania stimolò il suo entusiasmo, ma fu solo il 19 agosto 1844, a Pentonville, che ebbe l'opportunità di fare la sua prima ascesa.
Nell'autunno del 1845 fondò e pubblicò The Balloon, o Aerostatic Magazine, di cui alla fine furono stampati circa dodici numeri a intervalli irregolari. Nel 1847 fece un volo notturno da Vauxhall Gardens, con Albert Smith, durante una tempesta; si produsse una fessurazione di 4,9 metri sulla superficie del pallone che precipitò rapidamente a terra. Gli occupanti vennero salvati poiché il pallone si era impigliato su alcune impalcature prima di colpire il suolo. Imperterrito, fece un altro volo la settimana successiva.
Coxwell divenne aeronauta professionista nel 1848, quando gli fu affidata la gestione di una mongolfiera, la Sylph, a Bruxelles, e successivamente fece ascensioni ad Anversa, Elberfeld, Colonia e Johannisberg in Prussia; nel 1849 mostrò il suo pallone a Kroll's Gardens, Berlino, e dimostrò la facilità con cui i petardi potevano essere scagliati nell'aria. In settembre fece escursioni a Stettino, Breslavia e Amburgo. Ad Hannover, nell'estate del 1850, scampò a un grave pericolo, a causa della vicinanza di alberi altissimi, e durante quell'anno e il successivo trasportò molti passeggeri a Berlino, Praga, Vienna, Lipsia e altrove.
Nel 1852 tornò a Londra e fece ascensioni dai Cremorne Gardens, dai New Globe Gardens in Mile End Road e dai Pavilion Gardens a Woolwich. Nel settembre 1854 fece alcune dimostrazioni di segnalazioni da un pallone a Surrey Gardens.

### Il volo storico

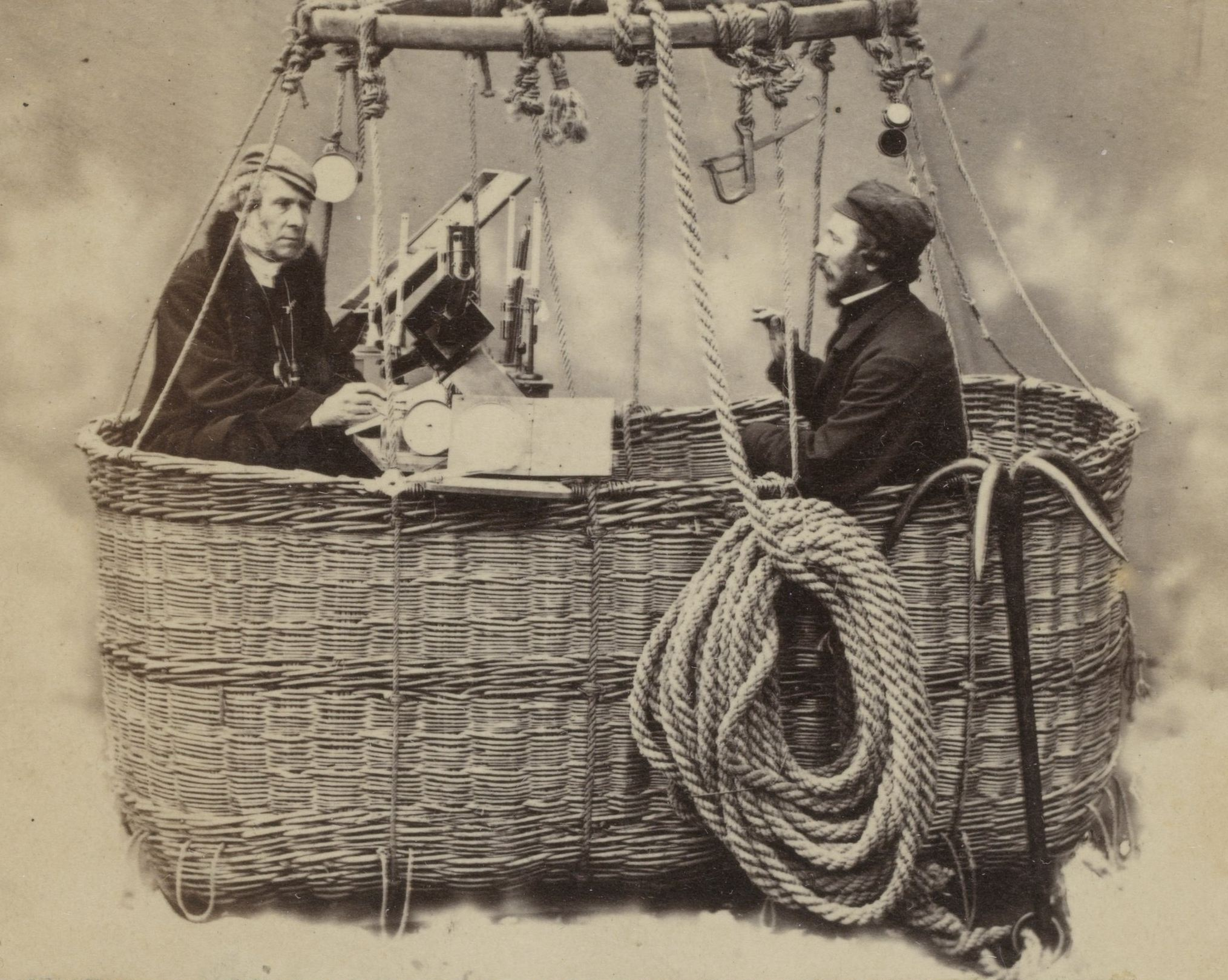
James Glaisher a sinistra e Henry Tracey Coxwell in un volo del 1864

Nel 1862 l'Associazione britannica per l'avanzamento della scienza decise di effettuare indagini sull'alta atmosfera usando palloni aerostatici. Il dottor James Glaisher, fu scelto per condurre gli esperimenti e, su suggerimento di Charles Green, Coxwell fu designato per far volare i palloni. Coxwell costruì un pallone di 2 600 m3 denominato Mammoth, il più grande mai realizzato fino ad allora. Per il loro terzo volo, il 5 settembre 1862, decollarono da Wolverhampton, sede di un impianto di produzione di Gas illuminante. Coxwell usava questo tipo di gas perché era più sicuro dell'idrogeno, sebbene fornisse meno portanza.
Coxwell e Glaisher raggiunsero la massima quota mai raggiunta fino ad allora. Glaisher perse conoscenza durante la salita quando la sua ultima lettura del barometro indicava una quota di 8 700 metri e Coxwell perse ogni sensazione nelle mani. La maniglia della valvola del gas si era impigliata e quindi non era possibile chiudere il meccanismo. Coxwell riuscì ad arrampicarsi sul sartiame e fu finalmente in grado di chiudere lo sfiato con i denti prima di perdere conoscenza. Ciò consentì al pallone di scendere a una quota inferiore.
Il pallone scese di 5700 metri in quindici minuti, atterrando in sicurezza vicino a Ludlow. Calcoli successivi stimarono che la quota massima raggiunta era stata tra 10 500 e 11 100 metri.

### Anni successivi
Tra il settembre 1862 e il 1866, Coxwell e Glaisher fecero ulteriori ascensioni per effettuare misurazioni scientifiche.
Nel 1863 Coxwell fece una dimostrazione di volo in mongolfiera all'esercito ad Aldershot, ma ebbe scarsi risultati pratici, sebbene in seguito il War Office ordinò un pallone a Coxwell con l'intenzione di spedirlo in Ghana per l'uso nella terza guerra anglo-ashanti. Tuttavia, gli aspetti pratici della fornitura di idrogeno in Africa portarono alla cancellazione del progetto.
Nel 1863, in compagnia di Henry Negretti, Coxwell fece il primo viaggio aereo in Inghilterra per scopi fotografici. Nel 1864-1865, nel Research, fece alcune ascensioni di grande successo in Irlanda e tenne alcune conferenze sull'aerostazione. Nel 1864 la sua mongolfiera, la Britannia, fu distrutta durante la rivolta delle mongolfiere di Leicester. Quando scoppiò la guerra franco-prussiana, nel 1870, andò a gestire alcuni palloni da guerra per i tedeschi. Formò due compagnie, con due ufficiali e quarantadue uomini, a Colonia, e il suo assistente andò a Strasburgo, ma la città si arrese prima che fosse reso importante questo servizio.
Il 17 giugno 1885 effettuò la sua ultima ascesa in un grande pallone aerostatico, il Città di York. Aveva fatto diverse dimostrazioni annuali a York, e lì si era congedato da una professione di cui era stato uno dei più audaci esponenti per oltre quarant'anni. Il fatto che non ebbe incidenti gravi fu dovuto alla sua istintiva prudenza, ma ancor più alla sua profonda conoscenza dell'attrezzatura delle mongolfiere. Nel 1887 organizzò la pubblicazione di un libro che descriveva in dettaglio la sua carriera, My Life and Balloon Experiences.
Coxwell aveva una fabbrica di palloni a Richmond Road a Seaford nel Sussex.
Dopo il suo ritiro, visse per un periodo a Tottenham, ma in seguito si trasferì a Seaford nell'East Sussex. Morì il 5 gennaio 1900 a Lewes, nel Sussex, in Inghilterra. Esiste un suo memoriale nella chiesa di St Peter, East Blatchington, Seaford.

## Opere
Durante il periodo 1887-1889 raccolse in due volumi una serie di capitoli interessanti ma mal organizzati e confusi sulla sua carriera di aeronauta, ai quali diede il titolo My Life and Balloon Experiences; al primo volume venne poi aggiunto un capitolo supplementare sulla mongolfiera militare. Come frontespizio c'era un ritratto fotografico, riprodotto nell'Illustrated London News (13 gennaio 1900) come quello del più importante aeronauta dell'ultimo mezzo secolo.
Disse:
Avevo martellato il Times per poco meno di un decennio prima che ad Aldershot ci fosse una vera e propria dimostrazione per il volo in mongolfiera per scopi militari.

## Nella cultura popolare
The Aeronauts, film apparso nel 2019, include un resoconto romanzato del volo del 5 settembre 1862, ma omette completamente la figura di Coxwell. Il film lo sostituisce con una co-protagonista femminile, interpretata da Felicity Jones; Amelia Wren è un personaggio composito immaginario, basato su diversi aeronauti e avventurieri della vita reale. Un articolo del Daily Telegraph cita Keith Moore, capo della Biblioteca presso la Royal Society (Royal Society of London for Improving Natural Knowledge), che afferma: "È un vero peccato che Henry non sia ritratto perché si è esibito molto bene e ha salvato la vita ad un importante scienziato". C'è un ragazzo nel film che è piuttosto appassionato di mongolfiera e non ha assolutamente nulla a che fare con Coxwell.